# Morărești (Ciuruleasa), Alba
Morărești este un sat în comuna Ciuruleasa din județul Alba, Transilvania, România.